# Драго Јањушевић
Драго Јањушевић (Никшић) српски је боксер. Он је 15. децембра 2007. године, када је освојио титулу шампиона у верзији ИБФ у полутешкој категорији пошто је нокаутом савладао Белгијанца Ђамила Селинија. Титулу је изгубио 10. маја 2008. након пораза од Украјинца Сергеја Демченка.